# Phodopus
Phodopus is een geslacht van knaagdieren uit de woelmuizen- en hamsterfamilie Cricetidae. Het geslacht telt één soort die samen met de soorten uit het geslacht Cricetiscus en Cricetulus bekendstaan als dwerghamsters. Het geslacht werd voor het eerst omschreven in 1910 door Gerrit Smith Miller.

## Kenmerken
Zoals de meeste hamsters hebben de soorten uit het geslacht Phodopus korte staarten (4 tot 13 millimeter lang) en wangzakken. De soorten zijn aangepast aan leven in een droog klimaat zoals steppen. In tegenstelling tot veel andere hamstersoorten zijn ze nachtdieren en het hele jaar actief. De soorten zijn omnivoor en zijn als huisdier te houden.

## Soorten
De enige soort uit het geslacht is:
- Phodopus roborovskii – Woestijndwerghamster

In 2025 zijn de volgende twee soorten verplaatst naar het geslacht Cricetiscus:
- Cricetiscus campbelli – Campbells dwerghamster
- Cricetiscus sungorus – Russische dwerghamster